# Kåldolmens dag
Kåldolmens dag firas på Karl XII:s dödsdag den 30 november för att uppmärksamma kåldolmens betydelse, det svenska kulturarvets mångbottnade rötter och 1700-talets kulturella öppenhet. Firandet arrangeras under parollen "Nej till kulturkanon! Ja till kanonkultur!" Enligt föreningen Kåldolmens vänner har svensk kultur alltid formats i samspel med omvärlden, inte minst under 1700-talet, som var en period av omfattande kulturutbyte mellan Sverige och Orienten till följd av Karl XII:s och den svenska arméns mer än femåriga vistelse i det Osmanska riket.
Idén till Kåldolmens dag föddes 2004 i ett samtal mellan poeten Lasse Fabel (Lars Winclair) och idéhistorikern Petter Hellström. I september 2010 tog Hellström initiativet till att bilda föreningen Kåldolmens vänner, vars medlemmar instiftade Kåldolmens dag den 30 november samma år.
Åren 2010–2012 arrangerades ett evenemang med mat och musik i Kungsträdgården i Stockholm. Arrangör var Kåldolmens vänner med stöd av bland andra Sveriges hembygdsförbund, Riksförbundet för folkmusik och dans, Stockholms stift i Svenska kyrkan, Judiska församlingen i Stockholm, Islamiska förbundet i Stockholm, Arbetarnas bildningsförbund (ABF), Sensus, Globala gymnasiet, Svenska folkdansringen, Sveriges Spelmäns Riksförbund och Eric Sahlström Institutet.
Kåldolmens dag har firats på hembygdsgårdar, äldreboenden och restauranger, i skolor och kyrkor runt om i Sverige och Finland. Större evenemang riktade till allmänheten har bland annat ägt rum på Historiska museet i Stockholm, Moriska Paviljongen i Malmö, Röhsska museet i Göteborg, Eskilstuna stadsmuseum och i Linköpings domkyrka.